# Stamford Bridge (sân vận động)
Stamford Bridge (/ˈstæm.fərd ˈbrɪdʒ/) là một sân vận động bóng đá ở Fulham, tiếp giáp với quận Chelsea ở Tây Nam Luân Đôn. Sân thường được gọi là The Bridge. Đây là sân nhà của Chelsea F.C., một đội đang thi đấu tại Premier League, hạng đấu cao nhất của bóng đá Anh.
Sân vận động có sức chứa 40.853 chỗ ngồi, khiến sân trở thành sân vận động lớn thứ chín của mùa giải Premier League 2019-20. Câu lạc bộ đã có kế hoạch mở rộng sức chứa của sân lên 60.000 chỗ ngồi vào mùa giải 2023-24.
Được khánh thành vào năm 1877, sân vận động được sử dụng bởi London Athletic Club cho đến năm 1905, khi chủ sở hữu mới Gus Mears thành lập Câu lạc bộ bóng đá Chelsea để sở hữu sân; Chelsea đã chơi các trận sân nhà của đội kể từ đó. Sân đã trải qua những thay đổi lớn trong nhiều năm, gần đây nhất là vào những năm 1990 khi sân được cải tạo thành một sân vận động hiện đại, toàn chỗ ngồi.
Stamford Bridge từng là địa điểm tổ chức các trận đấu quốc tế của đội tuyển Anh, trận chung kết Cúp FA, vòng bán kết Cúp FA và Siêu cúp Anh. Sân cũng đã tổ chức nhiều môn thể thao khác, chẳng hạn như cricket, rugby union, đua xe tốc độ, đua chó, bóng chày và bóng bầu dục Mỹ. Lượng khán giả chính thức cao nhất của sân vận động là 82.905 người, trong trận đấu giữa Chelsea và Arsenal vào ngày 12 tháng 10 năm 1935.

## Lịch sử
Ngày 28 tháng 4 năm 1877, sân Stamford Bridge với 5.000 chỗ ngồi chính thức mở cửa lần đầu tiên. Đó là một sự kiện được tổ chức rất hoành tráng bởi ông chủ của nó là một Huân tước giàu có bậc nhất London, và đó là sản phẩm của kiến trúc sư Archibald Leitch - một người mà không ai trong giới thiết kế không biết đến.
Sau 28 năm, SVĐ lớn thứ 2 nước Anh (chỉ kém sân của Crystal Palace) vẫn sừng sững đứng đó, nhưng ông chủ của nó thì không, thậm chí sống dở chết dở trong cảnh bần hàn. Người ta đã chào bán Stamford Bridge với giá rất rẻ. Chính Fulham cũng đã một lần lắc đầu và cuối cùng, sân bóng này (sau một thời gian khá dài chỉ sử dụng làm sân điền kinh) được chuyển sang tay anh em nhà Mears.
Năm 1982, khi đó Chelsea đang đứng ở lưng chừng bảng xếp hạng tại giải hạng nhì. Ngày đó, Chelsea không có được một sân đấu khang trang như Stamford Bridge danh tiếng mà chúng ta biết đến hôm nay; tất cả lúc đó chỉ là một bãi đất trống với khán đài chỉ có 14.000 chỗ ngồi. Rồi Ken Bates đến và mua lại Chelsea, Stamford Bridge bắt đầu được nâng cấp và xây dựng lại thành một tổ hợp Chelsea Village với hệ thống nhà hàng, khách sạn và trung tâm tập luyện, giải trí

## Cấu trúc sân bóng
Khán đài Matthew Harding (Matthew Harding Stand)
Sức chứa:10.933
Khán đài Matthew Harding, trước đây gọi là khán đài Bắc. Matthew Harding là tên một vị cựu giám đốc Chelsea. Ống là một ủng hộ viên trung thành của The Blues, đã từng bỏ ra rất nhiều tiền của để giúp Chelsea vượt qua những tháng ngày đen tối của cuộc khủng hoảng tài chính đầu những năm 90. Ông mất ngày 22/10/1996 trong một vụ tai nạn máy bay. Để tưởng nhớ những đóng góp to lớn của Matthew Harding, tên ông đã được đặt cho khán đài phía Bắc như một sự tri ân từ The Blues. 
Khán đài gồm 2 tầng chính với phần lớn những người có vé xem cả mùa. Có tin cho rằng Roman Abramovich sẽ mở rộng khán đài này trong thời gian tới.
Khán đài Đông (East Stand)
Sức chứa:11.253
Như đã biết, đây là khán đài lâu đời nhất tại sân SB. Trước đây nó là vị trí dành cho các CĐV đội khách, ngồi tầng dưới cùng. Tuy nhiên, đầu mùa giải 2005/2006, Jose Mourinho đã đề nghị chuyển khu vực CĐV nhà đến phần khán đài ‘’nhạy cảm’’ này để tăng thêm nhuệ khí khi Chelsea thi đấu. Khán đài này gồm 3 tầng chính và là trái tim của SVĐ. Ngay dưới khán đài là nơi đặt máy quay chính; ngoài ra còn có phòng thay đồ của các cầu thủ, phòng hội ý, phòng nghe nhìn, trung tâm báo chí và phòng bình luận. Tầng giữa có dãy phòng của ban lãnh đạo còn tầng dưới cùng được xem là một trong những vị trí quan sát tốt nhất trên sân.
Khán đài Shed End (Shed End)
Sức chứa: 6831
Shed End là khán đài phía Nam; gồm 2 tầng. Tầng dưới từng là nơi dành cho CĐV nhà, tuy nhiên từ mùa giải 2005/2006, góc phía đông của khán đài đã được dành cho các CĐV khách. The Shed còn có một Viện Bảo tàng Trăm năm và một bức tường kỷ niệm. Đó là nơi tưởng nhớ vĩnh viễn những CĐV trung thành nhất của Chelsea, những người đã nguyện trao trọn tình yêu của mình cho CLB đến tận khi qua đời.
Khán đài Tây (West Stand)
Sức chứa: 11.253
Khán đài Tây gồm 3 tầng, và là nơi đặt hàng ghế VIP. Abramovich thường xuyên dự khán các trận đấu tại đó. Ngoài ra khu vực này còn được đặt hệ thống sưởi ấm. Đây chính là khán đài đẹp nhất SB và có sức chứa lớn nhất. Do đó mà giá vé cho khu vực này đắt nhất, đặc biệt là tầng giữa và tầng dưới cùng.

## Kỉ lục của sân
Ngày 12 tháng 10 năm 1935 trong trận đấu Arsenal và Chelsea, sức chứa của sân đã đạt tới mức kỉ lục 82.905.
Sức chứa trung bình tại giải Ngoại hạnh Anh qua các mùa:
- Mùa bóng 2002-2003: 39.784
- Mùa bóng 2003-2004: 41.234
- Mùa bóng 2004-2005: 41.870
- Mùa bóng 2005-2006: 41.902
- Mùa bóng 2006-2007: 41.909